# 天主教博尔巴自治监督区
天主教博爾巴自治監督區（拉丁語：Praelatura Territorialis Borbensis）是巴西一個羅馬天主教自治監督區，屬馬瑙斯總教區。
監督區成立於1963年7月13日，位於亞馬遜州東部。2004年有教友155,000人（佔轄區總人口81.6%）、六個堂區、十一名司鐸。現任監督為埃洛伊·羅吉亞。